# كاريوكار برازيلي
كاريوكار برازيلي (الاسم العلمي:Caryocar brasiliense) هو نوع من النباتات يتبع جنس الكاريوكار من الفصيلة الكاريوكار ية.